# Polana ancistra
Polana ancistra är en insektsart som beskrevs av Freytag 2007. Polana ancistra ingår i släktet Polana och familjen dvärgstritar. Inga underarter finns listade i Catalogue of Life.